# ダンジョンズ&ドラゴンズ タワーオブドゥーム
『ダンジョンズ&ドラゴンズ タワーオブドゥーム』 (Dungeons & Dragons Tower of doom) は、ファンタジーテーブルトークRPGの（クラシック・）ダンジョンズ&ドラゴンズを題材に1994年にカプコンからアーケードゲームとして発売されたベルトスクロールアクションゲーム。
ゲーム誌『ゲーメスト』（新声社）誌上で行われた「第8回ゲーメスト大賞」（1994年度）において特別賞を獲得、その他に年間ヒットゲームで19位を獲得した。
1999年にはセガサターン用に『ダンジョンズ&ドラゴンズ コレクション』 (Dungeons & Dragons Collection) のタイトルで続編『シャドーオーバーミスタラ』と共に移植されている。
また、続編『シャドーオーバー ミスタラ』と共に海外ではPlayStation 3、Xbox 360、Wii U、Steamの4機種でダウンロード販売として発表され、日本でもサターン版以来14年ぶりの移植としてPS3用ソフト『ダンジョンズ&ドラゴンズ -ミスタラ英雄戦記-』として2013年8月22日に発売された。

## 概要
『ダンジョンズ&ドラゴンズ』を基にしているため、ダガーやブーツといったアイテムを拾う・買うなどで手に入れ、使用・装備して戦いを有利にするというベルトスクロールアクションゲームでは異色のシステムを取り入れている。与える・受けるダメージなどのランダム要素をダイスによる計算で決定、ドラゴンの体力がブレスの威力に反映される、進行に応じてテキストが挿入される・選択肢に応じてステージが分岐するなど、原作を忠実に再現している箇所も多い。使用キャラクターも基本性能が高い・魔法が使えるといった特徴を明確にすることで、RPGのようにパーティを組む楽しみも再現されていた。アーケードでは環境次第で4人まで同時プレイ可能。また、敵もコボルト、スケルトン、ドラゴンなどファンタジーでは馴染みの深いものとなっている。
移動やゲームの進行は、カプコンの代表的なゲームである『ファイナルファイト』とさほど変わらないが、ボタンは4つ使用する。それぞれで攻撃・ジャンプ・アイテム変更・アイテム使用を行ない、レバーやボタンの組み合わせでしゃがんだり、移動しながら攻撃といった動作も可能。

## ストーリー
ダロキン大陸。この国は、平和で豊かな国として大いなる繁栄の時を過ごしていた。ある日を境に各地に潜んでいるモンスターたちの動きが突然狂暴になり、組織化されたモンスターの群れは街や商隊を襲い始めた。この事件に対し国の有力者、コーウィン＝リントンは調査を開始した。彼はモンスターたちの背後には、強大で邪悪な影が存在することを確信していた。

## ゲームシステム
1レバー＋4ボタンで操作（攻撃、ジャンプ、アイテム使用、アイテム選択）。攻撃ボタンは決定ボタン、アイテムを拾う、宝箱を開ける、看板を読むなど多目的ボタンとしても使用する。
レバーによる移動は8方向に入れた方向に向かって歩いていく。右か左にレバーを素早く2回入れると走ることができる。このときジャンプボタンを押すとジャンプの飛距離を伸ばせる。レバーを下に入れながらBボタンを押し続けるとしゃがみ、このときは一部の攻撃を避けられたり、物を拾うのが早くなるなどの効果がある。しゃがみ中はBボタンを離して再度Bボタンを押すとスライディング、斜め後ろにレバーを入れながらBボタンで後転などのアクションも行える。
攻撃ボタンによる攻撃は、通常の立ち状態で向いている方向への攻撃のほか、ジャンプ中、ジャンプ中にレバーを下に倒して攻撃、しゃがみ中、ダッシュ中、振り向き中など様々な状態で攻撃は変化する。レバーを右か左に倒して攻撃ボタンを押すとその方向に大振りだが威力の高い強攻撃。ボタン連続押しによる連続技も用意されている。また、ダウン中の敵は上側から近づいてボタンを押すことで、ダウン中の敵に追い討ちをすることができる。
本作では、プレイヤー側・敵側の全ての攻撃にTRPGのように乱数によってダメージが変動する。その振れ幅は大きいので、運の要素も絡んでくる。
Aボタンを押したままレバーを後ろに倒すと、ボタンを押している間は盾を前に出して敵の攻撃をガードでき、ガードした瞬間にレバーを前に倒すとすぐに反撃が行える。ただしこれは万能ではなく、上空からの攻撃には脆く、またガードできない攻撃も存在する。また、敵も同様にこちらの攻撃をガード可能である。プレイヤー・敵ともに攻撃を受けると気絶することがあり、一定時間無防備な状態になる。HPを0にする（体力ゲージが緑から完全に赤くなる）と敵を倒すことができ、逆にこちらのHPが0になるとゲームオーバー（残機はなし）。HPはポーションを拾うことや、魔法で回復できる。
全体的な動きの重さや敵の強さ、CPUの賢さからによるアドリブ性の高い駆け引きが楽しめるが、一方的な攻撃が行えるターンの少なさなどこれまでのベルトスクロールアクションとは異なる性質や、運が悪ければ数回攻撃を食らっただけでHPが0になってゲームオーバーということも起こり得るなど、難易度は高く、ゲームを満足に楽しめるようになるまでのハードルは高い。
Cボタンで所持しているアイテムを使用することができる。アイテムは初期から所持しているものの他、敵を倒したり宝箱から入手するなどして補充できる。使用するのは画面下部のステータス画面に表示されているアイテムで、Dボタンを押すことで手持ちのアイテムから選択できる。アイテムには射撃・投擲して攻撃する弓矢やダガーやハンマー、地面にまいて火柱を立てるオイルなどがある。また、クレリックは補助魔法、エルフは攻撃魔法の魔道書を手に入れることができる。ファイターとドワーフは魔法を使用できないが、魔法の効果を持つ指輪は全キャラクターとも使用できる。アイテムには回数制限があり、入手した分だけ使用できる。アイテムの中には使用できず、持っているだけで効果を発揮するものもある。
途中落ちている宝箱は開けることができるほか、宝箱を投げ、敵に当てて攻撃することも可能。宝箱には落石、矢の発射などの罠が仕掛けられている場合もあり、また鍵を入手していないと開かないものもある。
プレイヤーキャラクターは4人から選択でき、多人数プレイでの重複は不可能。このため、多人数プレイの際にはプレイスタイルを完全に分担化する必要性が生じ、戦略性の高い協力プレイが楽しめる。
本家『D&D』と同じく6種類のパラメータやアーマークラス、年齢などが設定されているが、これらのパラメータがキャラクターの持つ特性以上にゲームに顕著に現れることは少ない。ステージをクリアした際にはレベルが上昇することがあり、主に最大HPが増えるなどの恩恵が得られる。ゲームスタート時には名前を決めることができ、これはハイスコアのネームレジストに使用する。
ステージクリア時にはステージクリアの所要時間に応じた倍率を加えてXP（スコア）にボーナス点が手に入るほか、次の面をスタートする前に手に入れたSP（銀貨）を使用してアイテムを購入することができる。面ごとのHP回復は、このときポーションを購入することで行う。

## キャラクター
括弧内は空欄で名前入力を終了した場合に自動登録される名前。
ファイター（クラッサス）
HP・攻撃力に秀で、移動速度は遅いが肉弾戦を得意とする。初心者向けキャラクター。
初期レベル7。プレートメイル、シールド、ロングソードを装備。
クレリック（グレルダン）
回復魔法・補助魔法を扱え、画面内のアンデッドを全滅させる「ターニングアンデッド」という祈りを無制限で使える。ただし、ターニングアンデッドで倒された敵はアイテムを落とさない。神職は刃物を武器に使えないため、メイスを扱う。ダガーや弓矢も使えない。
初期レベル7。チェインメイル、シールド、メイスを装備。
エルフ（ルシア）
女性キャラクター。攻撃魔法を扱うことができるが、HPは他のキャラクターの1/2ほどで非常に貧弱。原作の設定通りグールの麻痺毒に完全な耐性を持つ。非常に軽装だが、その代わり移動速度は高い。
初期レベル4。レザーアーマー、シールド、ショートソードを装備。
ドワーフ（ディムズディル）
斧を扱いファイターに似た肉弾戦に強い能力を持つ。小柄なのでリーチが短めだが、横の判定に強い。特殊攻撃への耐性は一番高い。
初期レベル6。プレートメイル、シールド、ハンドアクスを装備。
なお初期レベルに差があるのは、原作でのエルフはレベルアップが遅いことに加え、エルフ10、ドワーフ12というレベル上限があり（人間は36）、ステージクリア毎にXP（当作品ではただのスコアでしかないが、原作では経験値を表す）に関係なく1レベル上がるため、最終ステージで上限値になるように調整されているからである。

## ステージ構成
全7ステージ。

## スタッフ
- ダンジョンマスター：SADAMOTO.T 11255（貞本友思）、MAGIGI FUKUNISHI、GEORGE KAMITANI（神谷盛治）、ALEX JIMENEZ
- キャラクターデザイン：HITOSHI "T" NISHIO（西尾仁志）、SINZ.SAKASHITA（坂下眞司）、JUN MATSUMURA 25（松村淳）、YOUJIROU、YUKARI OGAWA、MINOBEYAN（見延浩明）、POPOZU.BOO、川上誠吾、MASAKO SATO、TIYUKI SAWADA、TAKEMOTO（竹本勝紀）
- アーティスト：FUKUMOYAN（福本容子）、ZIGGY（さかもとようこ）、MIYAO MASAKO、木佐貫久司、JUNSUKE、ANGUS（BENGUS）、HIROPON
- プログラマー：山脇和男、BELPHEGOR OGACHY、浦郷勉、廣門輝明、TOSHIYUKI FURUKO
- ミュージックコンポーザー：ABE "oyaji" ISAO（阿部功）、ANARCHY "TAKEPON"（岩井隆之）、OK PRODUCTION（奥河英樹）
- サウンドデザイナー：梶野俊夫、T.K NY（川上朝幸）
- スペシャルサンクス：KAZUMASA YAMANOUCHI、IKUSAN Z（中山郁夫）、YORIO（頼兼和男）、RIKAGON、PROF.HAYASHI、白岩卓也